# Plagiotremus ewaensis
Plagiotremus ewaensis är en fiskart som först beskrevs av Brock, 1948.  Plagiotremus ewaensis ingår i släktet Plagiotremus och familjen Blenniidae. Inga underarter finns listade i Catalogue of Life.